# Marcin Grota
Marcin Grota (ur. 1972) – polski reżyser teatralny, scenarzysta filmowy, eseista i dziennikarz.
Jest absolwentem Wydziału Wiedzy o Teatrze Akademii Teatralnej w Warszawie, Studium Scenariuszowego w PWSFTviT w Łodzi i Wydziału Reżyserii Dramatu w PWST w Krakowie.
W teatrze debiutował spektaklem „Mimika. Komedia w aktach” W. Bogusławskiego. Współpracował m.in. z : Tadeuszem Bradeckim, Jerzym Grzegorzewskim, Jerzym Jarockim i  Krystianem Lupą. Pracował w takich teatrach jak: Teatr im. Norwida w Jeleniej Górze, Teatr Ludowy w Krakowie, Teatr im. Stefana Jaracza w Łodzi, Teatr Narodowy w Warszawie, Teatr im. Wilama Horzycy w Toruniu, Teatr Wybrzeże w Gdańsku i Teatr Nowy w Słupsku.